# 3507 Vilas
3507 Vilas là một tiểu hành tinh vành đai chính với chu kỳ quỹ đạo là 2028.8010856 ngày (5.55 năm).
Nó được phát hiện ngày 21 tháng 10 năm 1982.